# Via Salaria Gallica
Via Salaria Gallica var en romersk väg som sammanband via Flaminia med via Salaria. Vägen avvek från Via Flaminia vid Forum Sempronii (dagens Fossombrone) och nådde Via Salaria vid Asculum (dagens Ascoli Piceno). 
Vägen var ungefär 4,7 meter bred. Vägen gick parallellt med adriatiska kusten ingefär 3 mil inåt land. Den passerade städerna Forum Sempronii (Fossombrone), Suasa, Ostra antica, Aesis (Jesi), Ricina (Macerata), Urbs Salvia (Urbisaglia), Falerio (Falerone)  samt Asculum (Ascoli Piceno).